# Cristóbal Balenciaga (série télévisée)
Cristóbal Balenciaga est une mini-série télévisée dramatique biographique espagnole créée par Lourdes Iglesias, Aitor Arregi, Jon Garaño et Jose Mari Goenaga, avec Alberto San Juan dans le rôle du créateur de mode espagnol Cristóbal Balenciaga,,. La série a été diffusée en première sur Disney+ le 19 janvier 2024.

## Synopsis
En 1937, après une carrière réussie avec ses ateliers à Madrid et Saint Sébastien habillant l'élite et l'aristocratie espagnoles, le couturier Cristóbal Balenciaga fit le saut international en présentant sa première collection de haute couture à Paris. Cependant, les créations qui avaient dicté les tendances en Espagne ne fonctionnèrent pas dans l'empire de la mode sophistiqué qu'était devenue Paris, où Chanel, Dior et Givenchy faisaient figure de références en haute couture après la Seconde Guerre mondiale. Guidé par son obsession du contrôle dans tous les aspects de sa vie, Balenciaga allait définir son style pour devenir l'un des plus grands créateurs de l'histoire.

## Production
Le 12 novembre 2021, à l'occasion de la célébration de son deuxième anniversaire d'existence, Disney+ a annoncé qu'il commencerait à produire des séries en Espagne, avec sa première série originale espagnole intitulée Balenciaga, une série biographique sur le couturier espagnol Cristóbal Balenciaga. En juin 2022, Alberto San Juan a été annoncé comme l'acteur qui incarnerait Balenciaga dans la série, tandis que le reste de la distribution a été annoncé en juillet 2022. À la fin de septembre 2022, il a été annoncé que la série était sur le point de terminer le tournage après quatre mois de travail dans diverses localisations.
Lorsque Disney+ a finalement annoncé la date de sortie de la série, il a été révélé qu'à un moment donné de la production, le titre de la série avait été modifié de Balenciaga à Cristóbal Balenciaga.
Bina Daigeler, costumière Allemande mais installée en Espagne et qui a déjà travaillé pour plusieurs films, supervise l'ensemble de la création des costumes de la série. Elle a préalablement accès aux archives du Palais Galliera ainsi que celles de la maison Balenciaga.

## Distribution
- Alberto San Juan (VF : Bernard Gabay) : Cristóbal Balenciaga
- Belén Cuesta (VF : Laëtitia Godès) : Fabiola de Mora y Aragón
- Josean Bengoetxea (VF : Serge Biavan) : Nicolás Bizkarrondo
- Cecilia Solaguren (VF : Julie Dumas) : Virgilia Mendizabal
- Adam Quintero (VF : Hervé Rey) : Ramón Esparza e Iturralde
- Thomas Coumans (VF : lui-même) : Wladzio D'Attainville
- Gemma Whelan (VF : Chantal Baroin) : Prudence Glynn
- Anouk Grinberg : Coco Chanel
- Gabrielle Lazure : Carmel Snow
- Patrice Thibaud : Christian Dior
- Claude Perron : Renée Tamisier
- Nine d'Urso : Colette
- Émeline Bayart : Florelle
- Anna-Victoire Olivier : Audrey Hepburn

 Source et légende : version française (VF) sur RS Doublage

## Réception
Cristóbal Balenciaga a reçu des critiques positives de la part des critiques. Aglaia Berlutti de Hipertextual a attribué quatre étoiles sur cinq à la série, écrivant qu'elle "raconte avec soin les espaces douloureux d'une vie pleine de hauts et de bas, d'énigmes, mais surtout de la création d'un style qui reste encore aujourd'hui digne d'admiration". Elle a également apprécié le fait que la série « n'adopte pas une narration unique […] Au lieu de cela, elle choisit de créer la sensation que son personnage […] tisse le récit de sa vie à partir des événements qui l'ont marqué », ce qui, selon elle, « favorise le rythme et le ton de la série », en louant également la façon dont l'intrigue « implique les différentes facettes d'un pays divisé par un conflit militaire, mais aussi rempli d'art qui reflète la douleur ». María Luis Álvarez Izquierdo de Los Lunes Seriéfilos a loué la performance d'Alberto San Juan, affirmant qu'il « sort du cadre », et a apprécié une narration qui « soigne les détails ». Elle a également salué la bande sonore d'Alberto Iglesias comme « la cerise sonore de la série », concluant que la série « éveille un bel intérêt pour l'un des icônes nationaux de la mode ».
Une erreur historique est cependant relevée : il est dit à la fin du premier épisode lors de la présentation de collection de 1938 que "Grace Kelly s'y est intéressée". Hors Grace Kelly avait 9 ans en 1938.  